# Farkas Zsuzsa
Farkas Zsuzsa (Budapest, 1949. április 27. –) magyar színésznő.

## Életpályája
Gyerekszínészként kezdte pályáját a budapesti Jókai Színházban. A rendkívül tehetséges kislány (1961-ben) szerepet kapott Keleti Márton: Nem ér a nevem című filmjében is, ahol Tolnay Klári és Páger Antal partnere lehetett. Tíz év múlva már friss diplomás színésznő, 1971-ben elvégezte a Színház- és Filmművészeti Főiskolát. Békés András volt az osztályfőnöke. Legendás osztálytársai: Cserhalmi György, Hámori Ildikó, Mányai Zsuzsa, Maros Gábor, Székhelyi József, Várday Zoltán, Vogt Károly és Zsolnai Júlia. A pályakezdő, fiatal színésznőt a debreceni Csokonai Színház szerződtette. Az 1973–74-es évadban már a veszprémi Petőfi Színházban játszott. 1974–1985 között a budapesti Nemzeti Színház tagja volt. 1985-től szabadfoglalkozású művésznő. Elsősorban fiatal hősnőket alakított, szerepelt tv-játékokban, filmekben. Szép, tiszta beszédét, és kellemes orgánumát kihasználva leginkább a Magyar Rádió foglalkoztatta, de nagyon sokat szinkronizált is. (Csak az Internetes Szinkron Adatbázisban -ISzDb- több mint 170 kisebb-nagyobb szinkronmunkáját tartják számon.) Pályáját megszakítva az Amerikai Egyesült Államokba, San Franciscóba költözött a családjával, de azért Budapestre is gyakran haza szokott látogatni.

## Fontosabb színpadi szerepei
- Shakespeare: Rómeó és Júlia... Júlia
- Shakespeare: Sok hűhó semmiért... Hero
- Carlo Goldoni: Két úr szolgája... Beatrice
- Molière: Amphitryon... Alkméné
- Molière: Scapin furfangjai... Jácint
- Henrik Ibsen: A nép ellensége... Petra
- Tennessee Williams: Üvegfigurák... Laura
- Bertolt Brecht: Koldusopera... Lucy
- Arthur Miller: Játék az időért... Etalina
- Makszim Gorkij: Jegor Bulicsov és a többiek... Antonyina
- Leonyid Zsuhovickij: Igyunk Kolumbuszra... Gálja és Kátya
- Luigi Pirandello: Hat szerep keres egy szerzőt... Fiatal színésznő
- Claude Magnier: Mona Marie mosolya... Marie
- Benjamin Jonson: Volpone... Colomba
- Gerhart Hauptmann: Naplemente előtt... Inken Peters
- Tudor Mușatescu: Titanic-keringő... Miza
- Arnold Wesker: A konyha... Violet
- Tom Stoppard: Rosencrantz és Guildenstern halott... Ophélia
- Paul Zindel: A gammasugarak hatása a százszorszépekre... Tillie
- Katona József: Bánk bán...  Izidora
- Csiky Gergely: A nagymama... Márta
- Nagy Ignác: Tisztújítás... Aranka
- Móricz Zsigmond: Nem élhetek muzsikaszó nélkül... Birike
- Illyés Gyula: Dániel az övéi között... Deborah
- Zilahy Lajos: Házasságszédelgő... Postáskisasszony
- Sütő András: Szuzai menyegző... Szuzia
- Sarkadi Imre: Elveszett paradicsom... Mira
- Kertész Ákos: Családi ház manzárddal... Angéla
- Romhányi József: Hamupipőke... Hamupipőke
- Szabó Magda: Kiálts, város!... Eszter
- Hubay Miklós: Ők tudják mi a szerelem... Charlotte
- Vámos Miklós: Világszezon... Pipi, fiatal
- Csák Gyula: Együtt egyedül... Bori
- Sándor Iván: Két nemzedék... Klári, Bardon László és Anna gyermeke

## Film, tv
- Nem ér a nevem (1961)... Tekla
- Talpig úriasszony (1970)
- Tériszony (1974)
- Ítélet előtt (sorozat) – Egy lány halála című rész (1978)
- A gyilkos köztünk van (1979)
- Kaptam-csaptam (1980)
- Atlantisz (1982)
- Majd belejössz Pistám (1983)
- Osztrigás Mici (1983)
- Egy fiú bőrönddel (1984)
- Legyél te is Bonca! (1984)
- Az élet muzsikája – Kálmán Imre (1984)
- Csak a testvérem (1986)
- Az aranyifjú (1986)
- Az öreg tekintetes (1987)